# Dejan Bravničar
Dejan Bravničar, slovenski violinist, * 1. avgust 1937, Ljubljana, Slovenija, † 20. marec 2018.

## Življenjepis
Na Srednji glasbeni šoli v Ljubljani je violino študiral v razredu Frana Staniča, na Akademiji za glasbo v Ljubljani pa je diplomiral leta 1957 pri prof. Karlu Ruplu. Študij je nadaljeval v Moskvi pri Davidu Ojstrahu in v Rimu. Svojo violinistično kariero je začel izključno kot koncertant (kot solist je nastopil s številnimi orkestri in slavnimi dirigentskimi imeni); kasneje tudi kot pedagog. Od leta 1967 je bil profesor violine na Akademiji za glasbo v Ljubljani, med letoma 1993 in 2001 pa tudi dekan te ustanove.
Njegov oče je slovenski skladatelj Matija Bravničar, njegov sin pa slikar in pianist Igor Bravničar. Na Akademiji za glasbo, kjer je poučeval, je spoznal učenko, s katero se je po smrti prve žene tudi poročil. Druga žena, violinistka Sidika Smailović Bravničar poučuje v glasbenemu ateljeju Tartini.
Leta 1963 je prejel nagrado Prešernovega sklada za svoje poustvarjalno delo. Leta 2012 mu je Univerza v Ljubljani na predlog AG podelila naziv zaslužni profesor.

## O njem
- Veronika Brvar: Vdih lepote. Dejan Bravničar, violinist, Slovenska matica, Ljubljana, 2023.